# سنگ‌چشم-کوکوی شکم‌نواری
سنگ‌چشم-کوکوی شکم‌نواری (نام علمی: Coracina striata) گونه‌ای از پرندگان تیرهٔ سنگ‌چشم-کوکویان (Campephagidae) است که در تایلند، مالزی، اندونزی و فیلیپین یافت می‌شود و زیستگاه‌های طبیعی آن شامل جنگل‌های حرا، جنگل‌های خشک، جنگل‌های باتلاقی و جنگل‌های ثانویه است. پوشش پرها در زیرگونه‌ها، با مقادیر متفاوتی از نوار در زیرتنه متفاوت است. اتحادیه بین‌المللی حفاظت از طبیعت (IUCN) این گونه را به عنوان یکی از گونه‌های کمترین نگرانی ارزیابی کرده است.